# Xyleus attenuatus
Xyleus attenuatus är en insektsart som först beskrevs av Rehn, J.A.G. 1909.  Xyleus attenuatus ingår i släktet Xyleus och familjen Romaleidae. Inga underarter finns listade i Catalogue of Life.